# Anomalopidae
Los ojos de linterna (Anomalopidae) son una familia de peces marinos incluida en el orden Beryciformes. Dispersos por varias localizaciones tropicales, principalmente del Índico y Pacífico.

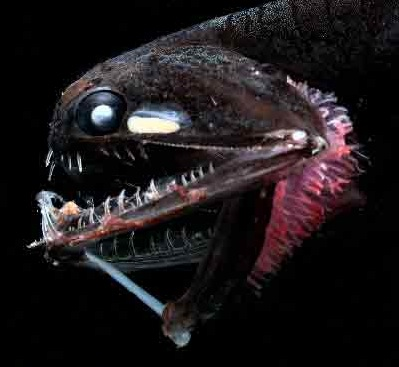
Pez anomalopidae.

Tienen unos 30 cm de longitud y es muy característico de estos peces un órgano bioluminiscente situado debajo del ojo, equipado con un mecanismo (de piel) que regula la cantidad de luz que emite, en el que la luz es producida por bacterias simbiontes y que sirve para atraer al zooplancton del que se alimenta. Tienen una única espina en la aleta pélvica, 2 o 3 espinas en la aleta anal y de 2 a 6 espinas en la aleta dorsal separadas del resto de la aleta de radios blandos.
Durante las noches oscuras la mayoría de estas especies suben desde las aguas profundas en que viven a las superficiales, para alimentarse del zooplancton al que atraen con su luz; este estilo de vida sugiere que no guarda sus huevos.

## Géneros y especies
Existen sólo 9 especies agrupadas en 6 géneros:
- Género Anomalops (Kner, 1868)
  - Anomalops katoptron (Bleeker, 1856)
- Género Kryptophanaron (Silvester y Fowler, 1926)
  - Kryptophanaron alfredi (Silvester y Fowler, 1926) - Ojo de linterna atlántico.
- Género Parmops (Rosenblatt y Johnson, 1991)
  - Parmops coruscans (Rosenblatt y Johnson, 1991)
  - Parmops echinatus (Johnson, Seeto y Rosenblatt, 2001)
- Género Photoblepharon (Weber, 1902)
  - Photoblepharon palpebratum (Boddaert, 1781)
  - Photoblepharon steinitzi (Abe y Haneda, 1973)
- Género Phthanophaneron (Johnson y Rosenblatt, 1988)
  - Phthanophaneron harveyi (Rosenblatt y Montgomery, 1976) - Ojo de linterna panámica.
- Género Protoblepharon (Baldwin, Johnson y Paxton, 1997)
  - Protoblepharon mccoskeri Ho y Johnson, 2012
  - Protoblepharon rosenblatti (Baldwin, Johnson y Paxton, 1997)